# Antonina do Norte
Antonina do Norte é um município brasileiro do estado do Ceará, localizado na microrregião Várzea Alegre, mesorregião do Centro-Sul Cearense. Sua população estimada em 2019 era de 7.353 habitantes.

## Etimologia
Sua denominação original era Mocambo e, desde 1958, Antonina do Norte.

## História
Localizada as terras margeantes dos Riacho Conceição e São Pedro, região que inicialmente era habitada pelos índios Jucá, surge como núcleo urbano no século XIX.

### Origem do Povoado
A região cearense na qual está inserida a cidade de Antonina do Norte teve seu povoamento originado do expansionismo colonial brasileiro dos séculos XVII e XVIII, através da penetração do interior nordestino à busca de verdes pastos para a criação de bovino. O município de Antonina do Norte, teve seu povoamento margeando o Rio Conceição com a criação de gado nas fazendas. Nesse período a Fazenda Várzea Nova foi uma das que mais prosperaram, nela desenvolveu o tráfico de escravo interprovincial que se realizou de forma intensa com as capitanias de Pernambuco, Paraíba e Piauí. Gerando dentre outras coisas, um acúmulo de lucros exorbitantes para os negociantes envolvidos nesse mercado, provocando na província um consequente esvaziamento do seu contingente interno de cativos. Contudo, apesar da hegemonia do trabalho livre, o trabalho escravo esteve bastante presente, principalmente em atividades domésticas e como padrão de status social. A referida fazenda pertencia ao Senhor Nicolau Albuquerque Arrais. 
Segundo jornal O Libertador (jornal de Fortaleza edições diversas) de 1 de janeiro de 1884 registra como sendo de 31. 516 a população escrava do Ceará sendo que destes, 1.130 estavam em Saboeiro, por conseguinte, parte estava na Fazenda Várzea Nova. Atualmente Antonina do Norte.
A cidade de Antonina do Norte originou-se do antigo povoado de Mocambo. Mocambo era parte integrante do Município de Saboeiro. O espaço geográfico era um sítio que pertencia a três irmãos: Manuel da Silva Mota, Antonio da Silva Mota e Joana da Silva Mota.
A origem do nome Mocambo advém do seguinte: a sede da fazenda era no sítio Riacho Fundo (a 9Km da atual sede), na beira do rio Conceição. Numa época de inverno faltaram algumas vacas no curral da fazenda; saindo-se à procura, encontraram-nas no local que hoje se encontra instalada a cidade - na época era um terreno de mata virgem. Levaram-nas de volta ao curral. Algum tempo depois mais vacas voltaram a sumir, então, começaram a comentar: “Elas estão no mocambo, estão “amuncambadas”. Daí fizeram um amansador de gado por essas bandas; logo depois construíram a primeira casa do terreno (1882) e o nome do povoado ficou sendo “Mocambo”, “por causa das vacas que se amuncambavam lá”.
A base da economia do referido povoado era a pecuária acompanhada de uma agricultura de subsistência (milho, feijão, arroz).
Com a construção da rodovia Icó-Piauí (com passagem por Mocambo, o sítio sofreu bastante influência desse fator externo). Foi instalado um escritório-residência da Inspetoria Federal de Obras Contra as Secas –IFOCS– e através do engenheiro, Dr. Frota, Antonio Delfino da Silva conseguiu uma professora e os primeiros móveis escolares de Mocambo.
Na época existiam oito casas no sítio Mocambo. Após o término da construção da rodovia foram construídas mais residências e aumentou o nível de intercâmbio do povoado com outras regiões.

### Evolução Econômica do Povoado
A pecuária foi o motivo e a base da economia. Até os anos 30 do século passado a circulação monetária no povoado era muito pequena.
A dinâmica da economia era o escambo e a comercialização de alguma rês, quando um comprador alhures vinha comprar esse animal no povoado.
Houve época em que se plantou muita mamona. Depois ninguém mais plantou a mamona, dava era prejuízo, matava a criação. “A mamona mata mesmo, ela murcha e mata”.
Conta-se que a quantidade de algodão plantada era muito pouca, vindo aumentar depois de 1930. Plantava-se algodão arbóreo herbáceo (em menor quantidade). A área plantada de algodão herbáceo aumentou nos anos setenta, que coincide com a instalação do posto da CODAGRO na cidade.
Tudo indica que foi a cultura do algodão que veio permitir uma relação de troca mais significativa da cidade com outras regiões; e com isso um aumento na condição de vida do trabalhador rural. A cotonicultura necessita de pouco capital, daí, o algodão ser plantado por pequenos, médios e grandes produtores e ainda é possível consorciá-lo com outras culturas.
O município pode ser considerado pobre economicamente: o nível de produção é baixo em todos os setores e a produção na sua maioria é de forma artesanal.
A base da economia local é agropecuária e o comércio.

### Emancipação Política do Povoado
Na eleição municipal de Saboeiro de 1947 é eleito o Sr. Armando ARRAIS Feitosa, com o apoio total de Mocambo.
Em 1950, Mocambo é elevado à categoria de vila, sendo em 1951 construída a primeira obra pública da vila – o cemitério.
Em 1956, o distrito de Aiuaba, pertencente à Saboeiro, é emancipado politicamente; ficando Mocambo distrito de Aiuaba.
A partir desse episódio, começa em Mocambo um movimento de luta para a sua emancipação.
Esse movimento foi liderado por: Manuel Mendes da Silva, entre outros.
O fundamento do desejo da emancipação por parte dos líderes de Mocambo vem de uma revolta política, devido ao fato do Sr. João Batista Arrais ter sido candidato a vereador em 1947 por Saboeiro, tendo em vista ser eleito através de uns votos prometidos pelo então candidato a prefeito, o Sr. Armando Arrais Feitosa. Nisso, o Sr. Armando Arrais Feitosa é eleito e o candidato João Batista Arrais não consegue a quantidade de votos necessários para a sua eleição, porque não recebeu recursos necessários para banca a campanha eleitoral, porém o senhor Manuel Mendes da Silva é eleito com esmagadora maioria e tornando-se presidente da câmara. Essa é a base do sentimento de revolta de João Batista Arrais.
Quando Aiuaba é emancipada - projeto encaminhado pelo Deputado Estadual Cincinato Furtado Leite, (UDN) as lideranças de Mocambo encontram um pretexto para lutarem por sua emancipação.
Através da liderança regional, Armando Arrais Feitosa, com o apoio dos políticos locais, em especial Manoel Mendes da Silva (seu Nelito) o Mocambo. Através da Lei 4.077 de oito de maio de 1958 é elevado a categoria de cidade. A lei foi sancionada pelo governador Paulo Sarasate, UDN.
Na época havia dois representantes de Mocambo na Câmara Municipal de Aiuaba: o Manoel Mendes da Silva e o Francisco José do Nascimento, que executaram o processo de emancipação junto ao poder legislativo e executivo de Aiuaba, com o apoio do então vereador Sebastião Braga, do sítio Poço Comprido e com a força da grande influência politica de Armando Arrais Feitosa.
Para acelerar o processo de emancipação por parte de Aiuaba, Mocambo, que inicialmente projetara a inclusão no leito do rio Conceição nas suas terras, aceitou a proposta que estabelecia que a área geográfica fosse até as margens desse rio.
Antonina do Norte só veio a realizar sua primeira eleição municipal no ano de 1960. Esses dois anos passados entre a sua emancipação e a sua instalação (11.12.60), quando da posse do primeiro prefeito, foram devidos a não preparação do município para realizar sua eleição no ano de1958. Neste ano os eleitores de Antonina do Norte votaram como distrito de Aiuaba.

## Geografia

### Clima
Tropical quente semiárido em todo o território com pluviometria média de 572,4 mm com chuvas concentradas de janeiro a abril.

### Hidrografia
As principais fontes de água são: Riachos Conceição e São Pedro.

### Relevo e solos
As principais elevações são: Serras dos Bastiões.

### Vegetação
Composta por caatinga arbustiva aberta e floresta caducifólia espinhosa.

### Subdivisão
A cidade é subdividida em cinco bairros, sendo estes: Planalto, Boa Vista, Serraria 1, Serraria 2 e Centro.
O município possui ainda dois distritos, Taboleiro e Vila Luziana (Várzea Nova).

## Economia
- Agricultura: algodão arbóreo e herbáceo, banana, milho, arroz e feijão.
- Pecuária: bovinos, suínos e avícola.
- Indústria: tem três indústrias, uma de produtos minerais não metálicos, uma de produtos alimentares e a terceira de madeira.

## Cultura
Os principais eventos culturais são carnaval, a malhação do Judas, sempre no Sábado de Aleluia, a festa do padroeiro, Santo Antônio (13 de junho), o festival junino e a vaquejada (Dezembro). Os campeonatos municipais de futebol e futsal também são uma das principais atrações do ano, sendo o primeiro no início do ano e o outro no final.

## Política
A administração municipal localiza-se na sede, Antonina do Norte.